# Phyllophaga suriana
Phyllophaga suriana är en skalbaggsart som beskrevs av Moron 2002. Phyllophaga suriana ingår i släktet Phyllophaga och familjen Melolonthidae. Inga underarter finns listade i Catalogue of Life.